# Ashland (Missouri)
Ashland – miasto w Stanach Zjednoczonych, w stanie Missouri.
Liczba mieszkańców w 2000 roku wynosiła 2228.